# Koninklijke Ouwehand
Koninklijke Ouwehand (Ouwehand Visverwerking BV) is een Nederlandse onderneming in visproducten, die is gevestigd in de Zuid-Hollandse gemeente Katwijk.
Het bedrijf werd opgericht in 1905. Aanvankelijk maakte het gebruik van een houten zeillogger als werkplaats. In 1908 werd Ouwehand gevestigd in een pand in Katwijk. Het bedrijf werd tijdens de Eerste Wereldoorlog door brand verwoest, maar daarna heropgericht. Na het begin van de Tweede Wereldoorlog in 1939 kon niet meer worden gevist en legde Ouwehand zich toe op het pellen van garnalen, tot het na de bevrijding in 1945 weer over kon gaan op het verwerken van haring.
Het bedrijf is in de loop der jaren op verschillende locaties in Katwijk gevestigd geweest. Bij de vestiging aan de Rederijstraat in Katwijk aan Zee brak 26 mei 1990 een grote brand uit. Brandweer uit vrijwel de hele regio moest worden ingezet om overslag naar andere bedrijven te voorkomen. Ouwehand betrok in 1994 een nieuw pand op industrieterrein 't Heen, waar het nog steeds te vinden is. In 2005 werd de onderneming het predicaat "Koninklijk" toegekend.
In 2009 verkeerde het bedrijf, dat toen zo'n tweehonderd werknemers in dienst had, in grote financiële problemen en zag het zich genoodzaakt surseance van betaling aan te vragen. Kort daarop werd Ouwehand failliet verklaard. Nadat het bedrijf was overgenomen door de Katwijkse rederij Parlevliet en Van der Plas, maakte het in afgeslankte vorm een doorstart.
Anno 2015 heeft Ouwehand ongeveer honderd medewerkers in dienst en noemt zich de grootste visverwerker op de Nederlandse markt. Producten die worden verwerkt en verpakt zijn onder andere: maatjesharing, zure haring, braadharing, brado, rolmops, zoetzure haring, mosselen en leverworst.